# Iwona Murańska
Iwona Murańska (ur. 14 kwietnia 1954 we Wrocławiu) – polska strzelczyni specjalizująca się w skeecie, medalistka mistrzostw Europy.
Zawodniczka Śląska Wrocław. Była medalistką mistrzostw Polski, w 1977 roku została mistrzynią kraju w skeecie, pokonując wicemistrzynię Europy Dorotę Chytrowską.
Czterokrotnie zdobywała medale mistrzostw Europy, wszystkie w zawodach drużynowych. Jedyny tytuł mistrzowski wywalczyła w 1973 roku z drużyną (wraz z Elżbietą Kołodziejczyk i Dorotą Chytrowską), osiągając wynik 77 punktów, czyli o 12 punktów słabszy niż jej koleżanek z zespołu. Trzy lata później została wicemistrzynią kontynentu, zdobywając 90 punktów, co również było najsłabszym wynikiem (drużynę uzupełniły Chytrowska i Dorota Socharska). W 1977 roku została brązową medalistką osiągając 82 punkty (była lepsza od Socharskiej, lecz gorsza od Chytrowskiej). Ostatni raz na podium mistrzostw Europy stanęła w roku 1978. Z Dorotą Chytrowską i Elżbietą Kołodziejczyk (startującą pod nazwiskiem Bednarczuk) została ponownie srebrną medalistką turnieju. Jej wynik (88 punktów) był drugim rezultatem w polskim zespole.